# Carrie Graf
Carrie Graf, née le 23 juin 1967, est une joueuse et entraîneuse australienne de basket-ball.

## Biographie
Aux Jeux olympiques de 2012, elle remporte la médaille de bronze.

## Palmarès
- Vainqueur du championnat d'Océanie 2009
- Championne WNBL 1993, 2000, 2002, 2006, 2009
- Nommée meilleure entraîneur de la WNBL 2000, 2007 et 2008
- Jeux olympiques d'été
  -  Médaille de bronze des Jeux olympiques de 2012 à Londres,  Royaume-Uni[1]